# Batowski (herb szlachecki)
Batowski – polski herb szlachecki, hrabiowska odmiana herbu Zęby.

## Opis herbu
Opis zgodnie z klasycznymi regułami blazonowania:
W polu czerwonym trzy wilcze zęby srebrne w słup, większe nad mniejszymi. Nad tarczą korona hrabiowska. Nad nią hełm. W klejnocie nad hełmem trzy pióra strusie. Pod tarczą, na wstędze dewiza łacińska Recte et Fortiter.

## Najwcześniejsze wzmianki
Nadany Aleksandrowi Benedyktowi Batowskiemu w 1824 roku w Królestwie Polskim.

## Herbowni
hrabia Batowski.